# Carmen Suárez Suárez
Carmen Suárez Suárez (Gijón, 1953) es una profesora, investigadora y política española, consejera de Educación del Principado de Asturias entre 2019 y 2021.

## Trayectoria
Estudió en la Universidad de Oviedo la licenciatura de Geografía e Historia y el doctorado en Estudios de la Mujer. En la Universidad Nacional de Educación a Distancia (UNED) realizó la licenciatura en Filosofía y Ciencias de la Educación. También realizó un master en Estudios de la Diferencia Sexual por la Universidad de Barcelona y Especialista en Políticas para la Igualdad en la Administración Pública.
Trabajó como profesora de educación secundaria entre 1978 y 1986, impartiendo historia en el Instituto Bernaldo de Quirós, de Mieres y como directora del Instituto de Roces durante cuatro años.
En 1986 ingresó en el cuerpo de inspectores. Ejerció como inspectora de educación primero para la Dirección Provincial de Educación de Navarra, convirtiéndose en jefa de inspección a los dos años. En 1990, siguió desempeñado su labor en Asturias. En 2000 y 2001 fue jefa de Igualdad de Oportunidades entre Mujeres y Hombres en el Instituto Asturiano de la Mujer y después volvió a su puesto como inspectora en Asturias, donde trabajó hasta su jubilación en 2019.
En 2017 se convirtió en patrona de la Fundación José Barreiro y en 2023 en su directora. Entre 2019 y 2021, fue consejera de Educación del Gobierno del Principado de Asturias.
Forma parte de la Asociación Feminista Asturiana (AFA), de la Asociación Feminista Clara Campoamor, de la Asociación Española de Investigación de Historia de las Mujeres (AEIHM) y de la Liga Internacional de Mujeres por la Paz y la Libertad.  También ha comisariado varias exposiciones sobre historia del feminismo y colaborado con medios de comunicación como La Nueva España.

## Reconocimientos
En 2021 fue galardonada con la 25ª edición del premio Pura Tomás, que reconoce personas e instituciones destacadas en la lucha por la igualdad, siéndole entregado en el mismo acto el premio del año anterior a la exministra de Sanidad María Luisa Carcedo.

## Publicaciones
- Feministas en la transición Asturiana (1975-1983) (2003)[10]
- La Asociación Feminista de Asturias (2003)
- El Feminismo atraviesa la Historia o ¿Cómo ha sido la lucha de las mujeres? (2004)[11]
- Maternidades. (De)construcciones feministas (2009)[12]
- Ciudadana (des)igualitaria. El feminismo Asturiano entre el Franquismo y la transición (2014)[13]
- Narradoras de la conciencia Feminista: “La habitación propia de Dolores Medio Estrada, Sara Suarez Solís y Carmen Gómez Ojea (2014)[14]
- Paginas Feministas. Un discurso sobre la emancipación (2021)[15]
- Cartas de Exiliadas. El legado de la palabra y la escritura (1939-1975) (2024)[16]